# Edward van Cuilenborg

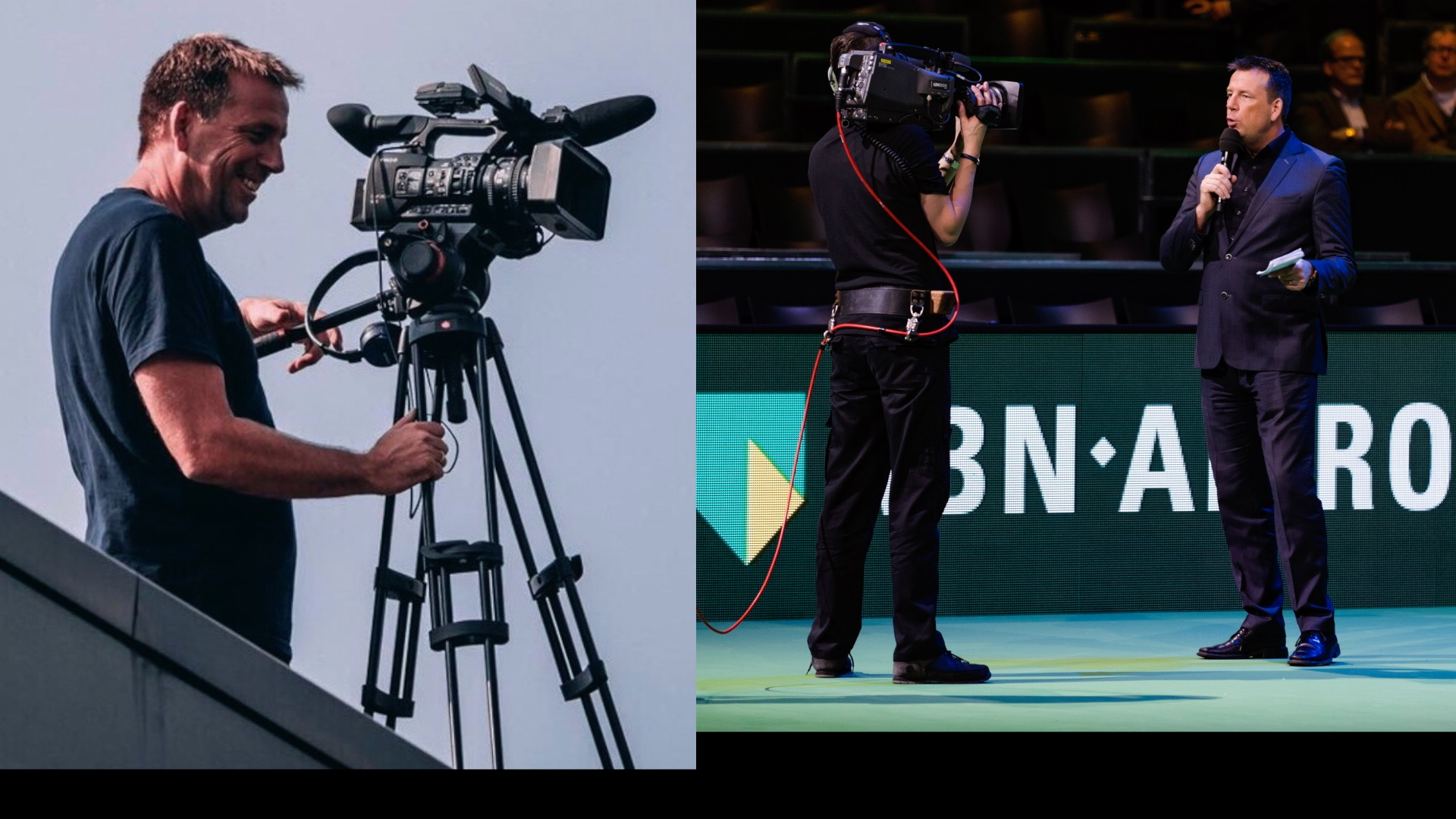

Edward van Cuilenborg (Rotterdam, 22 juli 1967) is een Nederlandse presentator, sportcommentator, mediatrainer en filmmaker. Hij is de zoon van sportjournalist en redacteur Cees van Cuilenborg.

## Carrière

### Studio Sport
Van Cuilenborg studeerde communicatiewetenschappen aan de Katholieke Universiteit Nijmegen en werkte van 1988 tot 2002 bij Studio Sport. Hij begon er als redacteur, was regie-assistent, werd opgeleid tot beeldbander, verslaggever en tennis- en voetbalcommentator. Vanaf 1993 was hij er negen jaar werkzaam als presentator. Van Cuilenborg presenteerde onder meer een WK voetbalfinale en de finale waarin de olympische volleybalmannen goud wonnen, het Sportmoment van de eeuw. Hij presenteerde er naast de sportuitzendingen voor programma’s als NOVA en NOS Laat. Van Cuilenborg werkte bij de NOS ook als radiocommentator voor Langs de Lijn.

### SBS / Veronica
Van 2002 tot 2009 werkte hij bij SBS6 als anchorman van alle sportprogramma's. Hij presenteerde wedstrijden van het Nederlands voetbalelftal, de dartsfinales op de Lakeside (op Veronica) en verder onder meer de Formule 1 uitzendingen.

### Eurosport en Sport1

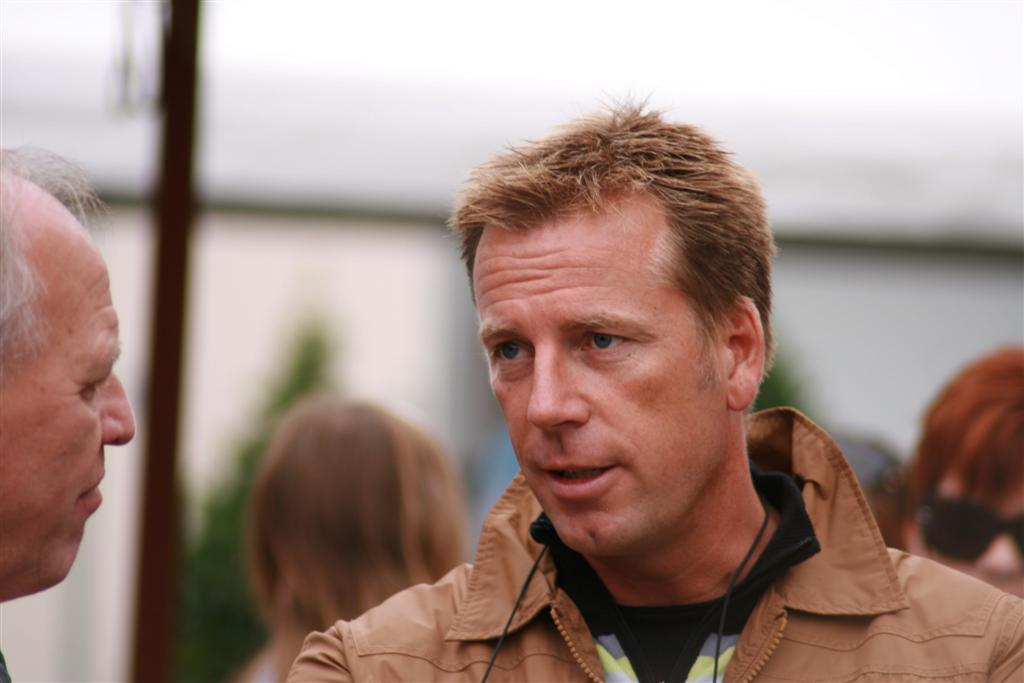
Edward van Cuilenborg in 2008

Van april 2009 tot 2011 was Van Cuilenborg werkzaam als commentator van Eurosport. Hij gaf daar commentaar bij tenniswedstrijden, voetbaluitzendingen, Eurosport Flash en Eurogoals.
In augustus 2009 trad Van Cuilenborg in dienst van de betaalzender Sport1. Vanaf eind augustus 2009 was Van Cuilenborg daar te zien als presentator van Sport 1 Highlights.

### Overig
Van Cuilenborg is tevens als (dag)presentator en verslaggever betrokken bij Nederlandse proftennistoernooien. Sinds 2017 heeft hij een eigen mediabedrijf, EVC Multi Media dat films en video's maakt. Hij is, deels samen met zijn partner, auteur van enkele sportboeken en is als redacteur en columnist ook verbonden aan enkele sporttijdsschriften.